# Chiesa di Santa Lucia (Bortigiadas)
La chiesa di Santa Lucia è una chiesa campestre situata in prossimità dell'abitato di Bortigiadas, nella Sardegna settentrionale. Considerata una delle chiese più antiche del circondario, forse di epoca bizantina, all'attualità si trova in  stato di forte degrado.